# العلاقات التركية الليتوانية
العلاقات التركية الليتوانية هي العلاقات الثنائية التي تجمع بين تركيا وليتوانيا.

## مقارنة بين البلدين
هذه مقارنة عامة ومرجعية للدولتين:
| وجه المقارنة                                              | تركيا         | ليتوانيا                                                    |
| --------------------------------------------------------- | ------------- | ----------------------------------------------------------- |
| المساحة (كم2)                                             | 783.56 ألف    | 65.30 ألف                                                   |
| عدد السكان (نسمة)                                         | 80.14 مليون   | 2.79 مليون                                                  |
| الكثافة السكانية (ن./كم²)                                 | 102.28        | 42.73                                                       |
| العاصمة                                                   | أنقرة         | فيلنيوس، كاوناس                                             |
| اللغة الرسمية                                             | اللغة التركية | اللغة الليتوانية                                            |
| العملة                                                    | ليرة تركية    | ليتاس ليتواني، يورو                                         |
| الناتج المحلي الإجمالي (بليون دولار)                      | 851.10 مليار  | 47.17 مليار                                                 |
| الناتج المحلي الإجمالي (تعادل القوة الشرائية) بليون دولار | 1.57 تريليون  | 84.06 مليار                                                 |
| الناتج المحلي الإجمالي الاسمي للفرد دولار أمريكي          | 9.12 ألف      | 14.15 ألف                                                   |
| الناتج المحلي الإجمالي للفرد دولار أمريكي                 | 19.79 ألف     | 27.69 ألف                                                   |
| مؤشر التنمية البشرية                                      | 0.761         | 0.839                                                       |
| رمز المكالمات الدولي                                      | +90           | +370                                                        |
| رمز الإنترنت                                              | .tr           | .lt                                                         |
| المنطقة الزمنية                                           | ت ع م+03:00   | ت ع م+02:00، ت ع م+03:00، أوروبا/فيلنيوس ‏، توقيت شرق أوروبا |

## مدن متوأمة
في ما يلي قائمة باتفاقيات التوأمة بين مدن تركية وليتوانية:
- ترتبط إسطنبول مع فيلنيوس باتفاقية توأمة منذ 17 نوفمبر 1989.
- ترتبط ألانيا مع تراكي باتفاقية توأمة منذ 17 فبراير 2014.[16][17][16][17]

## منظمات دولية مشتركة
يشترك البلدان في عضوية مجموعة من المنظمات الدولية، منها:
| علم المنظمة | اسم المنظمة                               | تاريخ انضمام تركيا | تاريخ انضمام ليتوانيا |
| ----------- | ----------------------------------------- | ------------------ | --------------------- |
|             | وكالة ضمان الاستثمار متعدد الأطراف        | 3 يونيو 1988       | 8 يونيو 1993          |
|             | منظمة التعاون الاقتصادي والتنمية          | ?                  | 5 يوليو 2018          |
|             | الأمم المتحدة                             | 24 أكتوبر 1945     | 17 سبتمبر 1991        |
|             | مركز تنسيق الحركة في أوروبا ‏              | ?                  | ?                     |
|             | منظمة حظر الأسلحة الكيميائية              | ?                  | ?                     |
|             | منظمة التجارة العالمية                    | 26 مارس 1995       | ?                     |
|             | منظمة الشرطة الجنائية الدولية             | ?                  | ?                     |
|             | منظمة الأمن والتعاون في أوروبا            | 25 يونيو 1973      | 10 سبتمبر 1991        |
|             | مؤسسة التنمية الدولية                     | 22 ديسمبر 1960     | 23 سبتمبر 2011        |
|             | حلف شمال الأطلسي                          | 18 فبراير 1952     | 29 مارس 2004          |
|             | يونسكو                                    | 4 نوفمبر 1946      | 7 أكتوبر 1991         |
|             | مجلس أوروبا                               | 9 أغسطس 1949       | ?                     |
|             | الاتحاد البريدي العالمي                   | ?                  | ?                     |
|             | البنك الدولي للإنشاء والتعمير             | 11 مارس 1947       | 6 يوليو 1992          |
|             | اتفاقية السماوات المفتوحة                 | ?                  | ?                     |
|             | الاتحاد الدولي للاتصالات                  | 1866               | 1 يوليو 1923          |
|             | مؤسسة التمويل الدولية                     | 19 ديسمبر 1956     | 15 يناير 1993         |
|             | المنظمة الأوروبية لسلامة الملاحة الجوية   | 1989               | 2006                  |
|             | المركز الدولي لتسوية المنازعات الاستشارية | 2 أبريل 1989       | 5 أغسطس 1992          |
|             | مجموعة الموردين النوويين                  | ?                  | ?                     |

## وصلات خارجية
- موقع وزارة الخارجية التركية
- موقع وزارة الخارجية الليتوانية